# Drum (Podbablje)
Drum falu Horvátországban Split-Dalmácia megyében. Közigazgatásilag Podbablje községhez tartozik, melynek központi települése.

## Fekvése
Splittől légvonalban 60, közúton 83 km-re keletre, Makarskától légvonalban 18, közúton 35 km-re északkeletre, a dalmát Zagora területén, Imotska krajina középső részén, Imotski városával szemben 7 km-re délnyugatra, az Imotski-mező déli oldalán fekszik. Két nagy településrésze Donji- és Gornji Drum. Ezeken belül Donji Drum főbb részei Vrljići, Perkušići, Dodigi és Tolići, Gornji Drum főbb részei Šušnjari, Miševići és Vuksani települések.

## Története
A térség első ismert népe az illírek voltak. Jelenlétüket igazolják az ókorból fennmaradt halomsírok és várak maradványai. Az illír háborúk végeztével az 1. század elején e terület is Dalmácia római tartomány része lett. A békésebb idők gazdasági felvirágzást hoztak e vidék számára is. A római jelenlétet főként a Kamenmost területén előkerült régészeti leletek bizonyítják. A kereszténység már az első századokban elterjedt ezen a területen, erről mesélnek a szomszédos Zmijavcin talált ókeresztény bazilika maradványai, melyek a 6. századból származnak. A horvátok ősei a 7. században vándoroltak be erre a vidékre. A középkori horvát állam közigazgatásában ez a terület Fehér-Horvátországhoz, azon belül az Imoti zsupánsághoz tartozott. A bencés atyák a 11. században Proložachoz tartozó Opačacnál a Vrljika-folyó forrásánál építették fel kolostorukat, innen végezték a térség lakóinak keresztény hitre térítését. A 14. századtól a hívek lelki gondozását a ferencesek vették át, akik az elpusztult kolostort újjáépítették. A török 1463-ban meghódította a közeli Boszniát, majd 1493-re már ez a terület is uralmuk alá került. Az 1699-es karlócai béke török kézen hagyta. Végleges felszabadulása csak az újabb velencei-török háborút lezáró pozsareváci békével 1718-ban történt meg. Ezután a Velencei Köztársaság fennhatósága alá tartozott. A török uralom teljes ideje alatt a hívek lelki gondozását a vrljikai ferencesek látták el, kolostoruk a 17. századtól már a Prološko blato kis Manastir nevű szigetén működött. A 16. század második felében a rend a szomszédos Kamenmoston is letelepedett, ahol saját rendházuk és kápolnájuk is volt. A podbabljei plébániát kezdetben a ferences atyák vezették, akik 1735-ig laktak Kamenmoston, ezután építették fel az új plébániaházat a plébánia központjában. A velencei uralomnak 1797-ben vége szakadt és osztrák csapatok vonultak be Dalmáciába. 1806-ban az osztrákokat legyőző franciák uralma alá került, 1809-ben az Illír tartományok része lett, de Napóleon lipcsei veresége után 1813-ban újra az osztrákoké lett. A falunak 1857-ben 307, 1910-ben 204 lakosa volt. 1918-ban az új szerb-horvát-szlovén állam, majd később a Jugoszláv Királyság része lett. A második világháború után a szocialista Jugoszláviához került. 1991 óta a független Horvátországhoz tartozik. 2011-ben a településnek 702 lakosa volt.

## Lakosság
| Lakosság változása | Lakosság változása | Lakosság változása | Lakosság változása | Lakosság változása | Lakosság változása | Lakosság változása | Lakosság változása | Lakosság változása | Lakosság változása | Lakosság változása | Lakosság változása | Lakosság változása | Lakosság változása | Lakosság változása | Lakosság változása |
| ------------------ | ------------------ | ------------------ | ------------------ | ------------------ | ------------------ | ------------------ | ------------------ | ------------------ | ------------------ | ------------------ | ------------------ | ------------------ | ------------------ | ------------------ | ------------------ |
| 1857               | 1869               | 1880               | 1890               | 1900               | 1910               | 1921               | 1931               | 1948               | 1953               | 1961               | 1971               | 1981               | 1991               | 2001               | 2011               |
| 307                | 0                  | 255                | 191                | 214                | 204                | 0                  | 607                | 769                | 783                | 814                | 792                | 770                | 702                | 697                | 702                |

(1869-ben és 1921-ben lakosságát Podbablje Gornje településhez számították.)

## Nevezetességei
A Szent Antal templom építése már 1898-ban felmerült, mivel a Szent Lukács plébániatemplom túl kicsinek bizonyult a két és félezer lakos számára és ráadásul a plébánia szélén épült. Az építésre azonban a hívek közötti nézeteltérések és a közbejött háború miatt sokat kellett várni. Az építési munkák 1927-ben kezdődtek, de az épület csak 1941-ben került tető alá. Az építés befejezése 1977-ben Petar Janković plébános nevéhez fűződik. Felszentelése 1977. június 29-én történt Szent Péter tiszteletére, de később a hívek mégis úgy döntöttek,  hogy az eredeti elképzelés szerint Szent Antal tiszteletére szenteljék. Háromhajós szép neoromán stílusú épület, homlokzata felett piramisban végződő karcsú harangtoronnyal, melyet a harangok szintjén biforámás ablakok díszítenek. Építéséhez az 1966-ban lebontott Szent Antal kápolnából nyerték, mely a plébános házi kápolnája volt. A templom szentélyében nagyméretű kereszt és ezüst ajtószárnyakkal díszített tabernákulum látható. A Szent Pétert ábrázoló oltárkép Branko Lovrić šibeniki festőművész munkája. A templomhajóban Szűz Mária és Szent Antal szobrai láthatók.

## Kultúra
A településen évente Szent Péter és Pál apostolok ünnepén rendezik meg a Népzenei Szemlét, ahova nemcsak Horvátországból, hanem a szomszédos Bosznia-Hercegovinából is érkeznek népi együttesek.

## Egyesületek
- ”Podbablje” Ifjúsági Klub a település természeti és kulturális emlékeinek megőrzésére alakult
- ”Podbablje Portal” Egyesület kulturális és művészeti tartalommal
- ”Drum” Sportegyesület